# Siguença
Siguença (em castelhano: Sigüenza) é um município da Espanha na província de Guadalajara, comunidade autónoma de Castela-Mancha. Tem 395 km² de área e em 2021 tinha 4 298 habitantes (densidade: 10,9 hab./km²).

## Demografia
| Variação demográfica do município entre 1991 e 2004 | Variação demográfica do município entre 1991 e 2004 | Variação demográfica do município entre 1991 e 2004 | Variação demográfica do município entre 1991 e 2004 |
| --------------------------------------------------- | --------------------------------------------------- | --------------------------------------------------- | --------------------------------------------------- |
| 1991                                                | 1996                                                | 2001                                                | 2004                                                |
| 4775                                                | 4880                                                | 4724                                                | 4806                                                |